# Björn De Wilde
Björn De Wilde (Gand, 1º maggio 1979) è un ex calciatore belga, di ruolo attaccante.